# Lucky Msiska
Lucky Msiska (né le 17 mars 1960 à l'époque en Fédération de Rhodésie et aujourd'hui en Zambie) est un joueur de football international zambien, qui évoluait au poste de milieu de terrain.

## Biographie

### Carrière de joueur

#### Carrière en sélection
Avec l'équipe de Zambie, il joue entre 1984 et 1990. 
Il figure dans le groupe des sélectionnés lors de la Coupe d'Afrique des nations de 1990, où la sélection zambienne se classe troisième.
Il joue également 8 matchs comptant pour les tours préliminaires de la coupe du monde, lors des éditions 1986 et 1990.
Il participe enfin aux Jeux olympiques d'été de 1988 organisés en Corée du Sud. Lors du tournoi olympique, il dispute un match face à l'Allemagne.